# Ling Liong Sik
Ling Liong Sik (chinesisch 林良實 / 林良实, Pinyin Lín Liángshí; * 18. September 1943 in Perak) ist ein malaysischer Politiker. Er war der Vorsitzende der Malaysian Chinese Association und malaysischer Verkehrsminister.
Während seiner Amtszeit als Verkehrsminister von 1986 bis 2003 trug Ling Liong Sik dazu bei, die Häfen Malaysias zu verbessern, so dass sie zu attraktiven Anlaufstellen für Containerfrachtschiffe wurden. Der malaysische Premierminister Mahathir bin Mohamad beschrieb ihn als „einen aktiven und erfolgreichen Minister, der seine Aufgaben gut erfüllt hat“.
Im Oktober 2015 wurde Ling Liong Sik von Premierminister Najib Razak wegen Verleumdung verklagt, weil er behauptet hatte, dass Najib in den 1MDB-Skandal verwickelt sei. Im Mai 2018 zog Najib die Klage zurück und stimmte der Zahlung von 25.000 Ringgit an Gerichtskosten zu.
Ling ist verheiratet und hat zwei Kinder.